# Nördliche Taschenratte

Verbreitungsgebiet der Nördlichen Taschenratte

Die Nördliche Taschenratte (Thomomys talpoides) ist ein in Nordamerika verbreitetes Nagetier in der Gattung der Gebirgs-Taschenratten. Ältere Abhandlungen listeten die Population als Synonym der Idaho-Taschenratte (Thomomys idahoensis) oder der Wyoming-Taschenratte (Thomomys clusius). Möglicherweise stellt die Nördliche Taschenratte eine Gruppe verschiedener Arten dar.

## Merkmale
Ausgewachsene Exemplare sind mit Schwanz 154 bis 261 mm lang, die Schwanzlänge beträgt 38 bis 83 mm und die Länge der Hinterfüße variiert zwischen 22 und 36 mm. Die Ohren sind 4 bis 10 mm lang. Weibchen sind mit einem Gewicht von 49 bis 205 g etwas leichter als Männchen, die 61 bis 212 g wiegen. Das seidenweiche Fell hat oberseits eine dunkelgrau bis dunkelbraune Farbe mit rötlicher oder gelber Tönung. Die Grundfarbe der Unterseite ist heller. Bei fast allen Exemplaren sind weiße Flecken unter dem Kinn vorhanden. Manche Tiere besitzen weiße Muster auf der Kehle, auf dem Bauch oder auf den Unterarmen.
Die kräftige Halsregion, die verschließbaren Augen und Ohren, die kräftigen gebogenen Krallen und das Vermögen, die Lippen hinter den Schneidezähnen zu schließen, sind Anpassungen an die grabende Lebensweise. Die Schneidezähne wachsen pro Tag bis zu 1,2 mm und werden beim Nagen abgerieben. Die oberen Schneidezähne sind bei der Nördlichen Taschenratte orange. Zur Orientierung in den Tunneln nutzt die Art ihre langen Vibrissen und den nackten fleischfarbenen Schwanz, der eine weiße Spitze hat. Die Nahrung wird in den namensgebenden Backentaschen transportiert.

## Verbreitung
Die Art ist vom südlichen British Columbia, von Alberta, Saskatchewan und Manitoba in Kanada bis zu den Bundesstaaten South Dakota, Colorado, New Mexico, Arizona und Kalifornien in den Vereinigten Staaten verbreitet. Sie hält sich im Flachland und in Gebirgen bis 3750 Meter Höhe auf. Das Habitat variiert zwischen Grasflächen, Tundren, Landwirtschaftsflächen, Gärten und Steppen, die durch Pflanzen der Gattung Artemisia gekennzeichnet sind.

## Lebensweise
Die Exemplare leben in komplexen unterirdischen Tunnelsystemen. Sie halten keinen Winterschlaf, doch sie werden bei zu kaltem oder zu heißem Wetter träge. Die Erweiterung des Baus erfolgt vorwiegend im Frühjahr und Herbst. Die Nördliche Taschenratte ist allgemein dämmerungsaktiv. Außerhalb der Paarungszeit nutzt jedes Tier seinen eigenen Bau.
Je nach Angebot frisst die Art Stängel, Blätter und Wurzeln von Kräutern und Gräsern. Die Exemplare entfernen sich nicht weit von ihrem Bau oder ziehen die Pflanzen an den Wurzeln in die Tunnel. Die Vorräte in den Kammern des Baus können bis zu 3 kg wiegen.
Je nach Verbreitung findet die Paarung zwischen März und Mitte Juni statt. Weibchen gebären nach 19 bis 20 Tagen Trächtigkeit vier bis sieben Nachkommen. Diese sind nach etwa zwei Monaten selbstständig.

## Gefährdung
Es liegen keine Bedrohungen vor und die Gesamtpopulation wird als stabil eingeschätzt. Die IUCN listet die Nördliche Taschenratte als nicht gefährdet (least concern).